# Monticelli Pavese
Monticelli Pavese (Muntsé in dialetto pavese) è un comune italiano di 644 abitanti della provincia di Pavia in Lombardia. Si trova nel Pavese sudorientale, presso la riva sinistra del Po, nella valle alluvionale, al confine con la provincia di Piacenza cui anticamente apparteneva: fino al 1863 il paese si chiamava infatti semplicemente Monticelli, mentre l'aggettivo Pavese fu aggiunto solo in tempi recenti. È il comune con la minima altitudine della provincia di Pavia.

## Storia
Nel medioevo il territorio di Monticelli si trovava a sud del Po, circondato da un'ampia ansa del fiume. Nel X secolo l'imperatrice Adelaide lo donò al monastero di San Salvatore di Pavia, che ne ebbe poi per secoli la signoria (fino al 1796). Nel 1164 l'imperatore Federico I assegnò Monticelli alla giurisdizione di Pavia, insieme ad altri luoghi prossimi a Piacenza; seguirono aspre lotte, e la pace definitiva assegnò Monticelli a Piacenza. Verso la fine del Medioevo (1467) il fiume, cambiando corso, determinò l'attuale collocazione a nord del Po. Monticelli continuò peraltro a far parte del territorio piacentino, e solo nel 1816, a seguito del Congresso di Vienna, fu fondato l'odierno comune come parte del Regno Lombardo Veneto e della provincia di Pavia unificando tre territori censuari staccati dal Piacentino da Napoleone nel 1798: la Monticelli propriamente detta, già parte di Sarmato, le pertinenze di Nizzolaro prese da Rottofreno e l’exclave di Gabbiane, appartenuta a Calendasco.

## Società

### Evoluzione demografica
Abitanti censiti